# نترات السكانديوم
نترات السكانديوم الثلاثي Sc(NO3)3 (بالإنجليزية: Scandium(III) nitrate ) هو مركب أيوني. وهو مؤكسد، كما هو الحال مع جميع النترات .